# Harry Lange
Pour les articles homonymes, voir Lange.
Hans Kurt « Harry » Lange, ne le 7 décembre 1930 à Eisenach et mort le 22 mai 2008, est un chef décorateur et directeur artistique allemand, conseiller de la NASA.

## Filmographie
- 1968 : 2001, l'Odyssée de l'espace
- 1979 : Moonraker
- 1980 : Star Wars, épisode V : L'Empire contre-attaque
- 1982 : Dark Crystal
- 1983 : Star Wars, épisode VI : Le Retour du Jedi
- 1983 : Monty Python : Le Sens de la vie